# 刑部氏
刑部氏（おさかべし）は、日本の氏族の一つである。

## 概要
古代氏族の部民である刑部（忍坂部）氏は河内国若江郡や伊勢国三重郡、備中国賀夜郡、英賀郡などに地名で残る。三重県四日市市坂部町にある「刑部神社由来」を参考にすれば、允恭天皇の皇后であった忍坂大中姫命の部曲として各地に配置され、その料地管理などに従事していた人々。恩坂や忍坂、坂部などの地名で残されている所もあるが、姫路城天守閣に祀られている長壁神社の祭神は刑部大神と言うのも何らかの関連がうかがわれる。
下野国に勢力を広げた宇都宮氏の一族にも刑部氏がいた。しかし、主家没落にともない帰農した。